# Claude Laborde
Pour les articles homonymes, voir Laborde.
Pas d'image ? Cliquez ici

a Compétitions nationales et continentales officielles uniquement.

b Matchs officiels uniquement.
Dernière mise à jour le 17 janvier 2024.
Claude Laborde, est né le 25 août 1940 à Peyrehorade. C’est un ancien joueur de rugby à XV qui a joué avec l'équipe de France et le Racing club de France au poste de demi de mêlée.

## Biographie
Il a disputé son premier test match le 22 avril 1962 contre l'équipe d'Italie, et le dernier contre l'équipe d'Angleterre le 27 février 1965.

## Carrière de joueur
- Racing club de France
- RC Toulon

## Statistiques en équipe nationale
- Sélections en équipe nationale : 5
- Sélections par année : 2 en 1962, 1 en 1963, 1 en 1964 et 1 en 1965